# Historia de Arabia Saudita

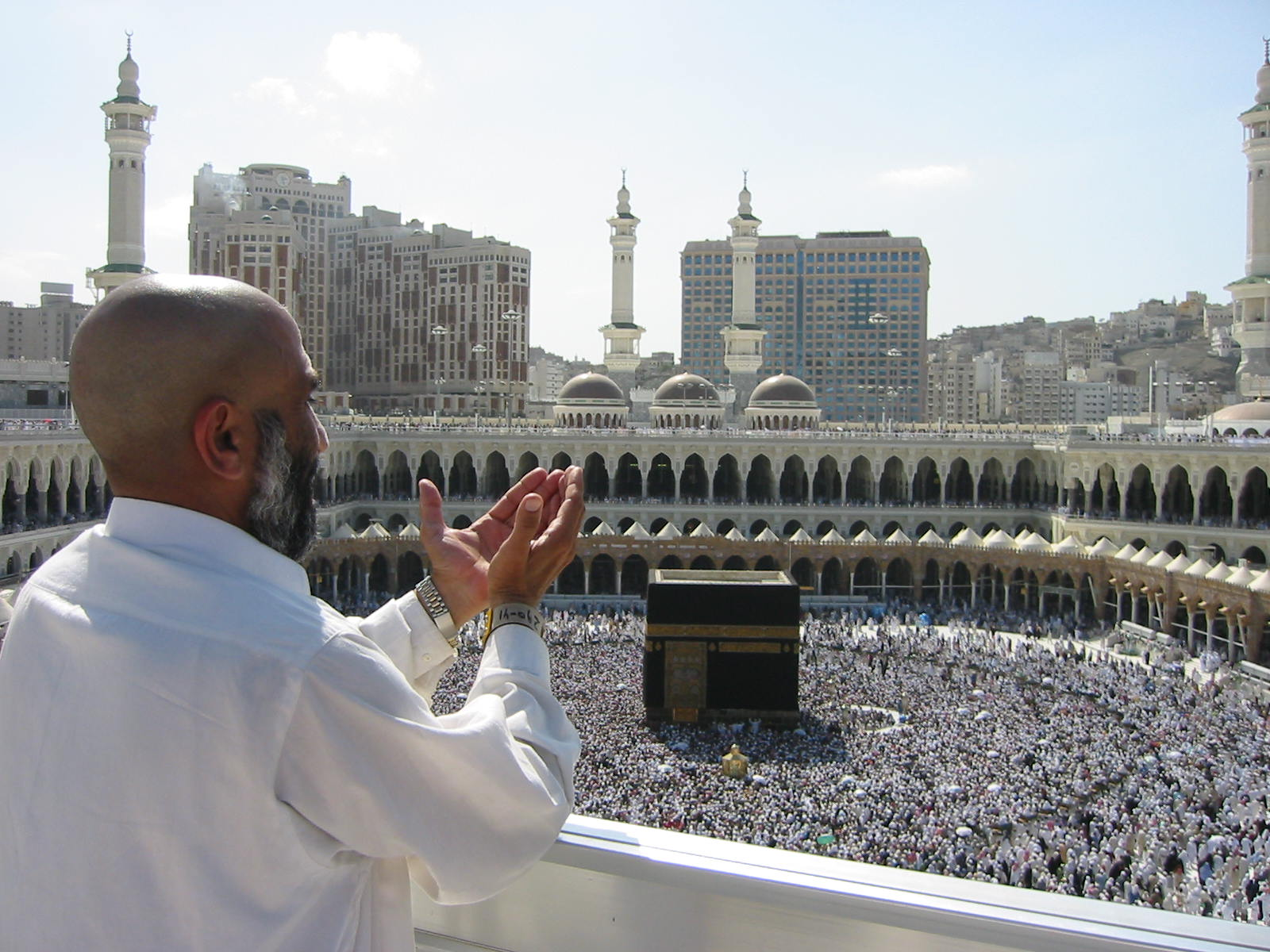
Masjid Al Haram (La Meca), Arabia Saudita.

La historia de Arabia Saudita cubre muchos miles de años y habitantes de diferentes culturas. Entre ellas están la civilización Al Maqar, que ya sabía domar caballos hace 9.000 años, y la antigua cultura Dilmun, que se extendió a lo largo del golfo Pérsico y que coexistió con civilizaciones tan arcanas como la de los sumerios o los egipcios. Arabia Saudita tuvo relaciones comerciales con muchas partes del mundo antiguo, pero el cálido y duro clima hizo difíciles los asentamientos durante largos períodos de tiempo, aunque existieron algunos asentamientos prolongados alrededor de oasis.
Arabia Saudí se convirtió en un territorio importante cuando el islam surgió en el año 620. Las ciudades de Medina y La Meca se convirtieron en los lugares más sagrados del Islam, y también se convirtieron en las dos ciudades más sagradas para los musulmanes de todo el mundo. Gracias a ello, los gobernantes y reyes de Arabia Saudita obtuvieron más poder.

## Arabia preislámica
Hay evidencia de que la habitación humana en la península arábiga se remonta a hace unos 63 000 años. Sin embargo, las herramientas de piedra de la edad del Paleolítico Medio, junto con los fósiles de otros animales descubiertos en Ti's al Ghadah, en el noroeste de Arabia Saudita, podrían implicar que los homínidos emigraron a través de una "Arabia Verde" hace entre 300 000 y 500 000 años.
La arqueología ha revelado algunas de las primeras civilizaciones asentadas: la civilización Dilmun en el este de la península arábiga, la Zamūd al norte de Hejaz, el Reino de Kinda en el centro, y la civilización Al-Magar en el suroeste de la península arábiga.
Los primeros eventos conocidos en la historia de Arabia son las migraciones de la península a las áreas vecinas.
También hay evidencia de Timna (Israel) y Tell el-Kheleifeh (Jordania) de que la cerámica local de Qurayya/Madianita se originó dentro de la región de Hejaz en el noroeste Arabia Saudita, lo que sugiere que los madianitas bíblicos procedían originalmente de la región de Hejaz de la península, antes de expandirse a Jordania y el sur de Israel.
El 9 de junio de 2020, se publicó en la revista Antiquity que investigadores arqueológicos de Francia, Arabia Saudita e Italia, encabezados por Olivia Muñoz, creen que estos hallazgos iluminan un estilo de vida nómada pastoril y un ritual utilizado en la Arabia prehistórica.
En mayo de 2021, los arqueólogos anunciaron que un sitio de achelense de 350 000 años de antigüedad llamado An Nasim en la Región de Hail podría ser el sitio de habitación humana más antiguo en el norte de Arabia Saudita. El sitio se descubrió por primera vez en 2015 utilizando sensores remotos y modelos paleohidrológicos. Contiene depósitos paleolacos relacionados con materiales del Pleistoceno medio. 354 artefactos descubiertos por los investigadores, incluidas hachas de mano, herramientas de piedra y lascas, brindan información sobre las tradiciones de fabricación de herramientas de los primeros humanos vivos que habitaron el suroeste de Asia. Además, los artefactos paleolíticos son similares a los restos materiales descubiertos en los yacimientos achelenses en el Desierto de Nefud.

## Difusión del Islam
Mahoma, el profeta del Islam, nació en La Meca alrededor de 570 y comenzó a predicar en la ciudad en 610, antes de migrar a Medina en 622. A partir de ahí, él y sus compañeros unieron las tribus de Arabia bajo el estandarte del Islam y crearon un único sistema de gobierno religioso árabe musulmán en la península arábiga.

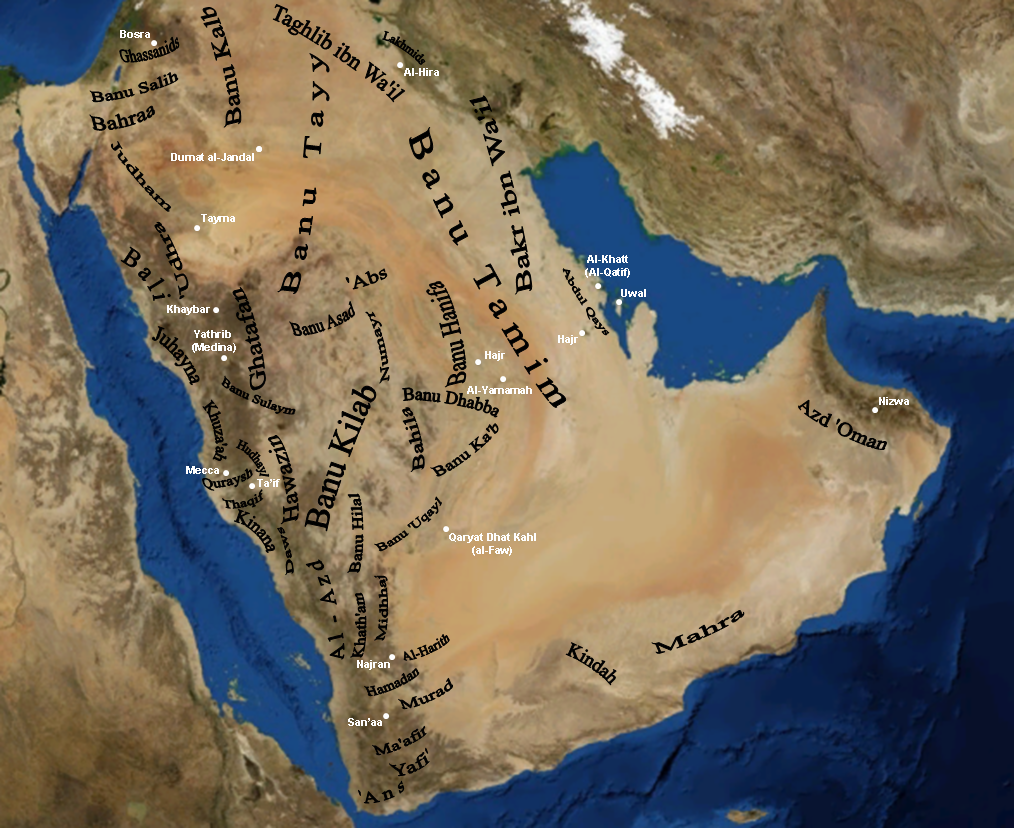
Las tribus de Arabia en el momento de la propagación del Islam (mapa ampliable)

Tras la muerte de Mahoma en 632, Abu Bakr se convirtió en líder de los musulmanes como el primer califa. Después de sofocar una rebelión de las tribus árabes (conocidas como las guerras de Ridda, o "Guerras de Apostasía"), Abu Bakr atacó el Imperio Bizantino. A su muerte en 634, fue sucedido por Umar como califa, seguido por Uthman ibn al-Affan y Ali ibn Abi Talib. El período de estos primeros cuatro califas se conoce como el Rashidun o Califato "bien guiado" (al-khulafā' ar-rāshidūn). Bajo los califas Rashidun y, desde 661, sus sucesores omeyas (Califato Omeya), los árabes expandieron rápidamente el territorio bajo control musulmán fuera de Arabia. En cuestión de décadas, los ejércitos musulmanes derrotaron decisivamente al Ejército bizantino y destruyeron el Imperio persa, conquistando enormes extensiones de territorio de la península ibérica a la India. El foco político del mundo musulmán luego se desplazó hacia los territorios recién conquistados.
Sin embargo, La Meca y Medina siguieron siendo los lugares espiritualmente más importantes en el mundo musulmán. El Corán requiere que todo musulmán sano que pueda permitírselo, como uno de los cinco pilares del Islam, haga una peregrinación, o Hajj, a La Meca durante el Mes islámico de Dhu al-Hijjah, al menos una vez en su vida. La Masjid al-Haram (la Gran Mezquita) en La Meca es la ubicación de la Kaaba, el lugar más sagrado del Islam, y la Masjid al-Nabawi (la Mezquita del Profeta) en Medina es la ubicación de la tumba de Mahoma; como resultado, desde el siglo VII, La Meca y Medina se convirtieron en destinos de peregrinación para un gran número de musulmanes de todo el mundo musulmán.

## Historia moderna

### Antecedentes

Bandera de Arabia Saudita.

La historia moderna de Arabia Saudita comienza con un reformador islámico llamado Muhammad ibn Abd-al-Wahhab y un gobernante local llamado Muhammad bin Saud, quienes fundaron el Emirato de Diriyah, también es conocido como Primer Estado saudí en el año 1744, en la parte central de Arabia. El Emirato de Nechd fue el Segundo Estado entre 1824-1891 y la familia saudí pasó por altibajos, afrontando la oposición de los gobernantes de Egipto y el Imperio otomano, así como de otras poderosas familias de Arabia.
Finalmente, después de muchas décadas, se vio la Unificación de Arabia Saudita y el establecimiento del estado moderno de Arabia Saudita con el rey Abdelaziz bin Saud (también conocido como Abd al-Aziz ibn Saud). En 1902, tomó el mando de la ciudad perteneciente entonces a otra familia llamada Al-Rashid. Continuó anexionando más áreas, y el 8 de enero de 1926, se convirtió en el rey de Hiyaz. El 29 de enero de 1927 tomó el título de rey de Nechd. El 20 de mayo de 1927, el gobierno del Reino Unido le aceptó como rey de las áreas que gobernaba. Su reino se convirtió entonces en una soberanía, y todas las regiones bajo su control se unieron para formar el estado de Arabia Saudita en el año 1932. 
El 3 de marzo de 1938 se encontró petróleo en Arabia Saudí, cuya exportación hizo al país rico.

### Fronteras
Desde el comienzo de los años 1920, Arabia Saudita disputó con sus países vecinos sus límites fronterizos definitivos, ultimando sus fronteras con Irak, Jordania y Kuwait. En los límites con Irak y Kuwait se crearon dos zonas neutrales; una con Irak, y la otra con Kuwait. En 1934, los límites con Yemen estaban casi finalizados. 
En 1965, Arabia Saudita cedió algunas de sus áreas a Jordania, y Jordania a su vez cedió algunas de las suyas a Arabia Saudita. En 1971, la zona neutral entre Arabia Saudita y Kuwait se dividió entre estos dos países. Asimismo, Arabia Saudita e Irak decidieron en 1981 dividir la zona neutral entre ellos. Dicha zona fue dividida en 1983. 
Las fronteras de Arabia Saudita con los Emiratos Árabes Unidos y Omán aún no son definitivas, y la frontera con Catar fue finalizada en 2001.

### Política
El rey Abd al-Aziz ibn Saud murió en 1953, y su hijo Saud se convirtió en rey, reinando durante 11 años hasta que en 1964 fue forzado a dimitir, convirtiéndose en el nuevo rey su hermanastro, Faisal. Faisal obtuvo el apoyo de los miembros de mayor edad de la familia real y de líderes religiosos, ocupando también el puesto de primer ministro. Esta tradición de ser tanto el rey como el primer ministro aún continúa en Arabia Saudita: todos los reyes después de Faisal han seguido esta práctica. 
Faisal impulsó varios de los nuevos pasos para el desarrollo económico de Arabia Saudita. Durante su reinado sucedieron varios acontecimientos políticos importantes, destacando:
- Diferencias entre Arabia Saudita y Egipto sobre Yemen: Egipto apoyó al nuevo gobierno de Yemen, mientras Arabia Saudita apoyó la continuidad en el poder de la familia real de Yemen.
- La Guerra de los Seis Días de junio de 1967: Arabia Saudita no luchó directamente en esta guerra, pero después de la misma, proporcionó apoyo económico a Egipto, Siria y Jordania.
- Corte de abastecimiento de petróleo a EE.UU. y los Países Bajos: En 1973, muchos países cortaron el abastecimiento de petróleo a los EE. UU. y los Países Bajos. Arabia Saudí fue uno de ellos.

En 1975, el rey Faisal fue asesinado por uno de sus sobrinos, que fue hallado culpable y sentenciado a muerte. El hermanastro del rey Faisal, Jalid, se convirtió en el rey y el primer ministro de Arabia Saudita. Durante el reinado del rey Jalid, la importancia de Arabia Saudita en la política regional aumentó. El crecimiento económico del país también continuó a buen ritmo.

### Periodo del rey Fahd
El rey Jalid murió en 1982. Después de su muerte, Fahd se convirtió en el nuevo rey y también en el primer ministro de Arabia Saudita. Su hermanastro el príncipe Abdalá se convirtió en el príncipe heredero.
Los ingresos de Arabia Saudita disminuyeron durante el periodo de reinado del rey Fahd, como resultado de la bajada del precio del petróleo. El gobierno del rey Fahd adoptó una política económica que ayudó al país a subsistir con unos ingresos menores.
El rey Fahd ayudó a Irak durante la guerra Irán-Irak y discutió con estos dos países sobre el fin de la guerra. Ambos países finalizaron la guerra en agosto de 1988. El rey también ayudó a hacer del Consejo de Cooperación del Golfo (GCC) una organización más fuerte. El GCC es una organización de seis países del golfo Pérsico cuyo propósito es mejorar el desarrollo y la cooperación entre los países miembros.

### Posición actual
- Muerte del rey Fahd: Murió en julio de 2005. Después de su muerte, su hermano el príncipe Abdalá se convirtió en el nuevo rey.

- Centro de petróleo: Arabia Saudita tiene las reservas de petróleo más grandes del mundo. El gobierno está dando mucha importancia al desarrollo de las infraestructuras, la ciencia y la tecnología. Muchos economistas y otros expertos piensan que el país está en proceso de convertirse en un país líder de Oriente Medio.

Para finales de septiembre de 2017, el rey Mohammed bin Salman levantó la restricción de conducir por parte de las mujeres sauditas.

## Para más información
- Bowen, Wayne H.  The History of Saudi Arabia (The Greenwood Histories of the Modern Nations, 2007)
- Determann, Jörg. Historiography in Saudi Arabia: Globalization and the State in the Middle East (2013)
- Kostiner, Joseph. The Making of Saudi Arabia, 1916–1936: From Chieftaincy to Monarchical State (1993)
- Parker, Chad H. Making the Desert Modern: Americans, Arabs, and Oil on the Saudi Frontier, 1933–1973 (U of Massachusetts Press, 2015), 161 pp.
- al-Rasheed, M. A History of Saudi Arabia (2nd ed. 2010)
- Vassiliev, A. The History of Saudi Arabia (2013)
- Wynbrandt, James  and Fawaz A. Gerges. A Brief History of Saudi Arabia (2010)

- Datos: Q559915
- Multimedia: History of Saudi Arabia / Q559915